# Das große Rennen von Belleville
Das große Rennen von Belleville (Originaltitel: Les Triplettes de Belleville und Triplets of Belleville) ist ein Zeichentrickfilm des französischen Regisseurs Sylvain Chomet aus dem Jahr 2003. Der Film kommt fast ohne Worte aus. 2004 war er in den Kategorien animierte Filme und Filmmusik für den Oscar nominiert. 

## Handlung
Der kleine Champion lebt zusammen mit seiner Großmutter Madame Souza und dem neurotischen Hund Bruno, der gerne Eisenbahnzüge verbellt, in einem kleinen Haus. Champion ist radsportbegeistert und bekommt von der Großmutter ein Kinderrad geschenkt, mit dem er fleißig trainiert. Als junger Mann kennt er nur ein Ziel: Die Teilnahme an der Tour de France. Großmutter Souza unterstützt ihn nach Kräften als Trainerin, Betreuerin und Mechanikerin. Sie erreichen die Tour-Teilnahme, doch Champion zeigt sich den Anforderungen nicht gewachsen; er bildet am Schluss des Feldes mit zwei anderen Teilnehmern ein Gruppetto. Die französische Mafia der amerikanischen Stadt Belleville sammelt die drei mit einem falschen Besenwagen auf und entführt sie per Schiff. Sie sollen in Belleville – eine Mischung aus New York und San Francisco – als Radfahrsklaven auf einer Maschine um die Wette fahren, wobei das Publikum Geldbeträge auf sie setzen kann.
Madame Souza nimmt mit Hund Bruno auf einem Tretboot die Verfolgung auf und landet mittellos in Belleville. Sie begegnet den exzentrischen Drillingsschwestern Les Triplettes de Belleville, gealterten Showstars, deren große Zeit vorbei ist. Die drei schlagen sich mit kleinen Engagements durch und ernähren sich ausschließlich von Fröschen, die sie mit Handgranaten aus einem Teich fischen. Sie nehmen Souza in ihre Wohnung und ihre Showgruppe auf. Bei einem Auftritt ist der Chef der französischen Mafia anwesend. Bruno wittert an ihm den Geruch von Champion und macht Souza aufmerksam. Die vier Damen schleichen sich am nächsten Tag in die Show-Gaststätte, in der die Radfahrer gefangen gehalten werden. Bewaffnet mit einer Bratpfanne, einer Handgranate und einem Schraubenschlüssel gelingt ihnen die Befreiung der Gefangenen, die samt der Maschine und den vier Damen davonfahren. Es kommt zu einer wilden Verfolgungsjagd durch die Stadt, die die Mafiakiller jedoch wegen ihrer untauglichen Autos verlieren. Madame Souza stellt sich auf der großen Brücke von Belleville allein gegen den Chef der französischen Mafia und bringt ihn zur Strecke.

## Veröffentlichung
Erstmals gezeigt wurde der Film auf den 56. Internationalen Filmfestspielen von Cannes, wo Sony Pictures Classics auch die Vermarktungsrechte für die USA kaufte. Der Kinostart in Frankreich folgte am 11. Juni 2003.
Die deutschsprachige Kinopremiere fand am 8. April 2004 statt. In Deutschland sind zwei DVD-Fassungen des Films auf dem Markt. Die erste erschien beim Label Concorde am 21. Oktober 2004, die zweite am 19. November 2005 bei EuroVideo. Die deutschsprachige Fernsehpremiere war am 4. Juli 2007 in der ARD.
Der Film erhielt in Deutschland eine Altersfreigabe ab sechs Jahren. Nach der Kritik der Welt sei der Film jedoch aufgrund seines Humors und seiner teilweise auch düsteren Stimmungen mehr für ein erwachsenes als für ein jugendliches Publikum geeignet. Die Empfehlung der Motion Picture Association of America für die Triplets of Belleville lautet auf eine Freigabe ab 13 Jahren (PG-13).

## Synchronisation
| Rolle             | französische Stimme |
| ----------------- | ------------------- |
| Les Triplettes    | Béatrice Bonifassi  |
| Les Triplettes    | Lina Boudreault     |
| Les Triplettes    | Michèle Caucheteux  |
| Les Triplettes    | Suzy Falk           |
| Les Triplettes    | Nicole Shirer       |
| Les Triplettes    | Germaine Charest    |
| Les Triplettes    | Helen Wambolt       |
| Les Triplettes    | Evelyn Snow         |
| Les Triplettes    | Ron Séguin          |
| Les Triplettes    | Mari-Lou Gauthier   |
| Champion          | Michel Robin        |
| Champion          | Noél Baye           |
| Madame Souza      | Monica Viegas       |
| Madame Souza      | Graziella de Villa  |
| Sportkommentator  | Dirk Denoyelle      |
| General de Gaulle | Jean-Claude Donda   |

## Rezeption
Beim Festival in Annecy, wo der Film außerhalb des Wettbewerbs lief, war der Film ein Publikumshighlight.
Das Lexikon des internationalen Films schrieb, der Film sei ein „formal wie inhaltlich hervorragender Trickfilm, der virtuos mit Versatzstücken des Neorealismus, bildender Künstler wie Dix und Grosz sowie der minimalistischen Slapstick-Komik Jacques Tatis spielt und dabei zu einem eigenständigen, fesselnden Erzählstil findet. Die faszinierende absurde Komödie erschließt sich, einem Stummfilm gleich, trotz der französischen Sprache problemlos.“ In Frankreich bewertete ihn die Presse fast durchgehend gut oder sehr gut.

## Auszeichnungen
Bei der Oscarverleihung 2004 gab es zwei Nominierungen. Der Film war als Bester Animationsfilm nominiert, Benoît Charest und Sylvain Chomet wurden für den Besten Song für Belleville Rendez-Vous nominiert. Bei den Grammy Awards 2005 war Charest für das Lied auch in der Sparte Bestes Lied geschrieben für visuelle Medien nominiert.
2003 bekam der Film einen New York Film Critics Circle Award als Bester Animationsfilm. Für die Filmmusik wurde Benoit Charest 2004 mit einem César ausgezeichnet. Sylvain Chomet wurde 2004 in der Kategorie Bester fremdsprachiger Film für den Independent Spirit Award nominiert. 2004 verlieh die Los Angeles Film Critics Association zwei LAFCA Awards für die Beste Animation und die Beste Filmmusik. Paul Cadieux erhielt 2005 den Genie Award in der Kategorie Bester Film.